# 幻影4000战斗机
幻象4000戰機是法國達梭公司自資開發的重型戰鬥機，於1979年3月成功試飛。該機是幻象2000的放大改良版，採用兩具斯奈克瑪M53-P2渦扇引擎，進氣道兩側裝有固定式鴨翼，成為具備中長程作戰能力的雙引擎戰鬥機，但最後沒有任何國家採用，所以沒有進入量產，唯一的原型機於1980年代中期被改用於研發疾風戰鬥機的先期測試，之後被送入博物館作為展品展示。

## 設計

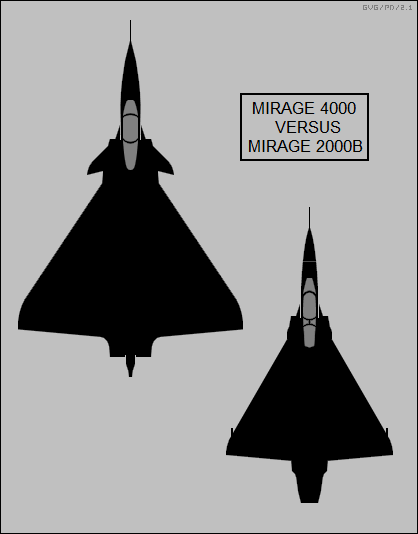
雙引擎的幻影4000比單引擎的幻影2000延長了20%，翼展增加了33%，翼面積增加了80%。

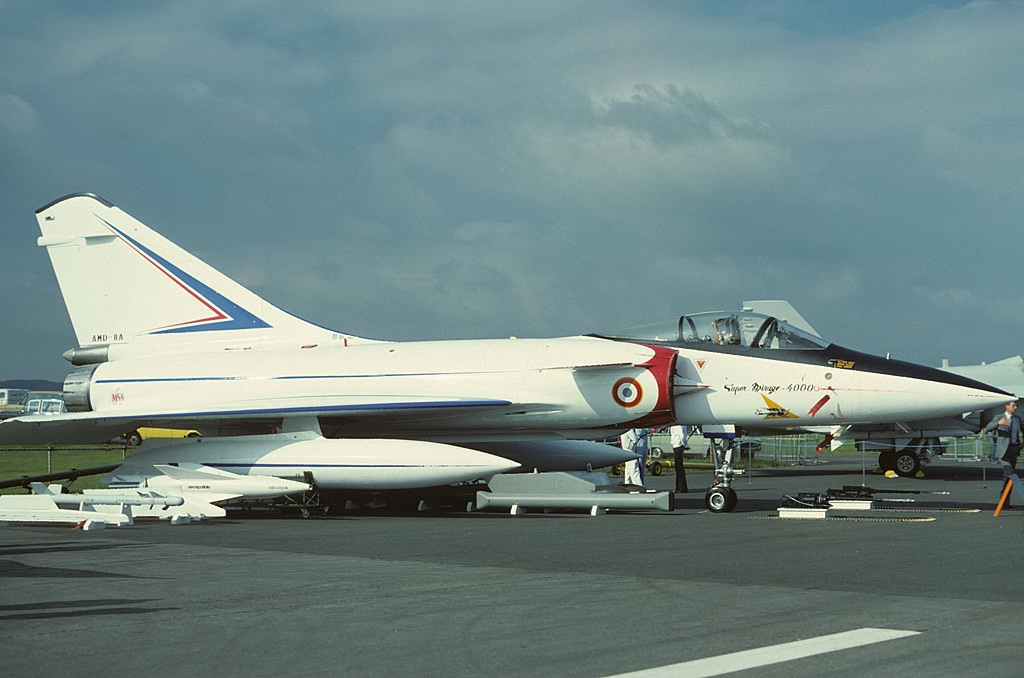
幻影4000，攝於1980年英國法恩堡航空展的前身 SBAC（Society of British Aerospace Companies）航空展。

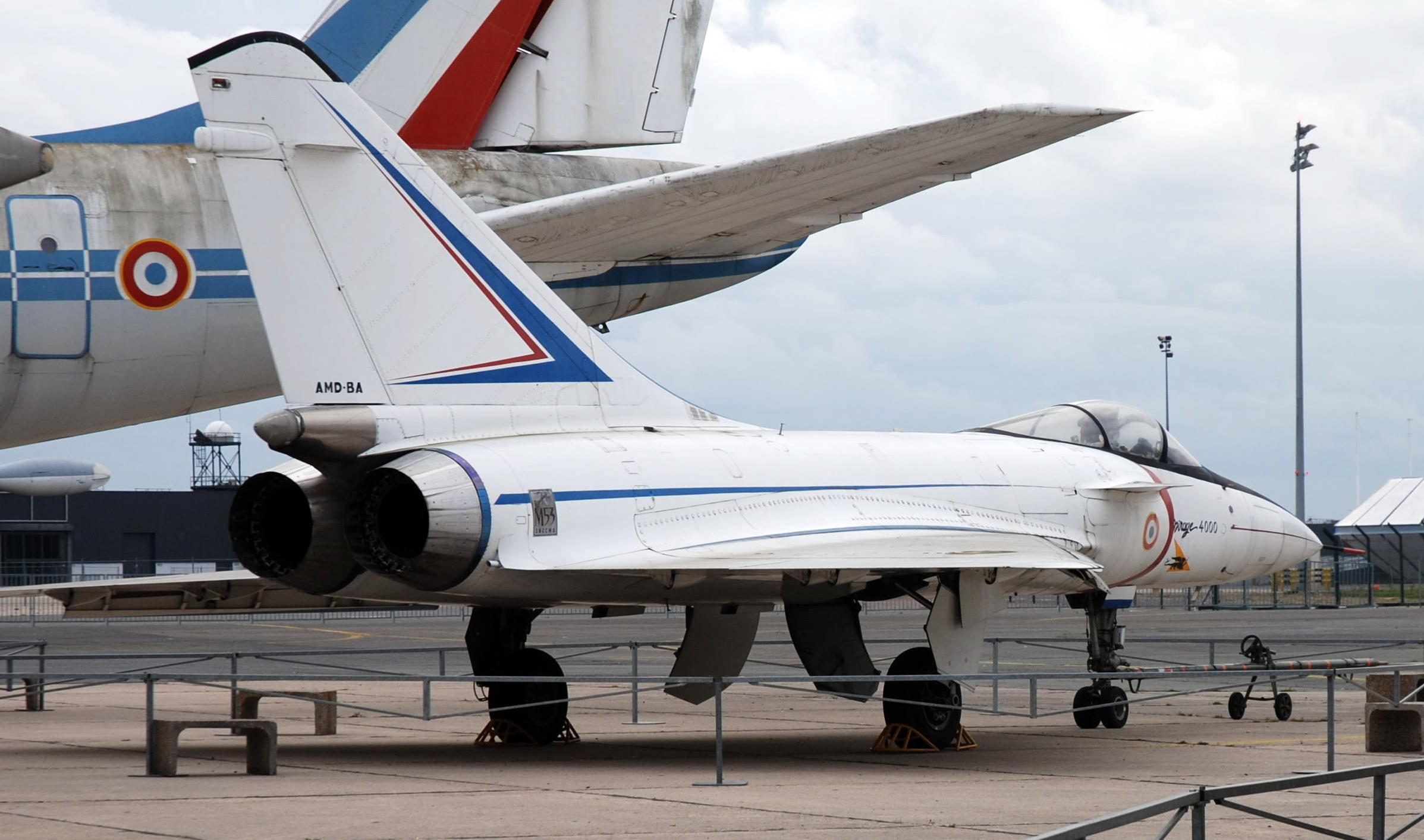
攝於2006年，在法國航空博物館展出的幻影4000原型機，可見其配備的兩台斯奈克瑪M53-P2渦扇引擎。

幻影4000是以單引擎的幻影2000為藍本開發的雙引擎重型戰鬥機，其引擎、航電和武器系統等皆沿用自幻影2000，盡量降低研發風險，但因為機體空間充裕，所以擁有更大的航程和攜彈量。法國空軍原本想採用幻影4000作為與美國F-15鷹式戰鬥機相當的重型戰鬥機，用於制空作戰及遠程攔截任務。因為其載油量是幻影2000的三倍，就連垂直尾翼也有油箱，機腹及機翼可裝上大量掛架，而且攜彈量達到8噸，與F-15E打擊鷹屬同一水平。雖然幻影4000的攜彈量仍不及專門用於空中核攻擊的幻影IV式轟炸機，但兩者最大航程相當，幻影4000的機動性更遠勝幻影IV式，不論高空或低空的突防能力都較強，所以法國空軍甚至有使用幻影4000取代幻影IV式轟炸機作為主力核子打擊機的構想。
幻影4000比幻影2000延長了20%，翼展增加了33%，翼面積增加了80%，最大起飛重量增至32噸，與同時期的F-15及Su-27同為典型的重型戰鬥機。幻影4000的進氣口由幻影2000的小邊條改為三角前翼，有效改善在大迎角之下的氣流，增強機動性。幻影4000採用幻影2000同樣的電傳飛控系統和放寛靜不穩定設計，加上雙引擎設計提供更大推力，令幻影4000比幻影2000更機動靈活，更適合用於中長程截擊和超低空突防任務。
幻影4000的研發應用了電腦輔助設計，並且採用重量輕但高強度的碳纖維複合材料，不但有助提升性能，在前線機場也易於維修。幻影4000在服役初期計劃採用和幻影2000相同的RDM雷達，由於機鼻較大，可採用面積更大的雷達天線，使搜索距離更遠。
1979年3月9日，幻影4000完成首次試飛，試飛期間展露出其空戰性能足以與美國F-15鷹式戰鬥機媲美，當時達索公司的總裁塞爾吉·達索稱「幻影4000將以其優異的性能而成為重型戰鬥機當中的精英，它是最好的戰鬥機」。

## 計劃終止
幻影4000雖然比幻影2000的性能更強悍但價格也昂貴得多，達索公司曾經遊說法國空軍仿照美國空軍以F-15和F-16的「高、低」搭配做法，以重型的幻影4000配合輕型的幻影2000組成法國空中武力的核心，雖然法國空軍欲購買幻影4000，但受國防經費所限，幻影2000對法國空軍而言已經很昂貴，要購買足夠數量的幻影2000已經不容易，要購買更昂貴的幻影4000就更困難，法國的國力也遠不如美國，法國空軍很難套用美國空軍同時裝備兩種主力戰鬥機的模式，而且需要預留經費用於下一代陣風戰鬥機的研發計劃，法國空軍最後放棄購買幻影4000的構想。達索公司唯有尋求出口，嘗試尋找在美蘇冷戰期間，美國和蘇聯都不肯對其出口先進戰鬥機，但又買得起幻影4000的國家，而這類國家主要集中在盛產石油的中東地區。

### 尋求出口
在1980年代初，正和伊朗打兩伊戰爭的伊拉克是第一個潛在客戶，伊拉克想引進幻影4000挑戰伊朗空軍的美製F-14雄貓式戰鬥機，但伊拉克因為財政困難一直未能採購。
沙烏地阿拉伯曾經有意向達索公司洽購幻影4000，沙烏地阿拉伯在1980年代初很想購買重型戰鬥機抗衡伊朗空軍裝備的F-14及以色列空軍裝備的F-15。由於沙烏地阿拉伯在中東地區的伊斯蘭國家中，不但面積最大而且極具影響力，為免沙烏地阿拉伯會對以色列構成威脅，所以美國並不打算向沙烏地阿拉伯出口當時最先進的F-15，於是沙烏地阿拉伯便看上同級的幻影4000，但伊朗發生伊斯蘭革命後，美國為拉攏沙烏地阿拉伯取代伊朗圍堵蘇聯，以及和變天後的伊朗對抗，於是美國決定放寬對沙烏地阿拉伯的武器出口，令沙烏地阿拉伯有機會購買美國當時最新式的武器。由於幻影4000未有得到法國空軍採用，對出口本來就較為不利，在缺乏生產規模下，便很難壓低造價，最後沙烏地阿拉伯選擇了美國空軍已採用的F-15鷹式戰鬥機。

### 成為博物館展品

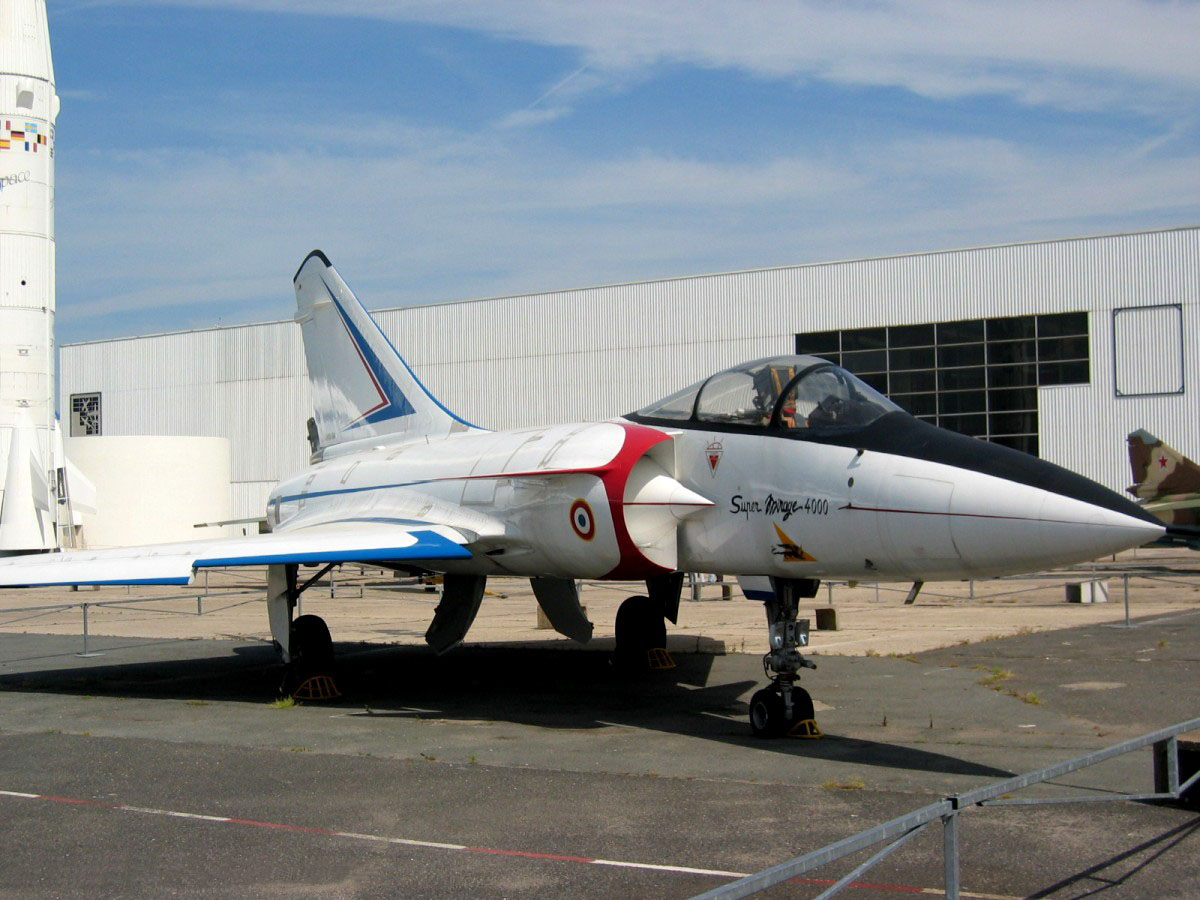
在法國航空博物館展出的幻影4000原型機。

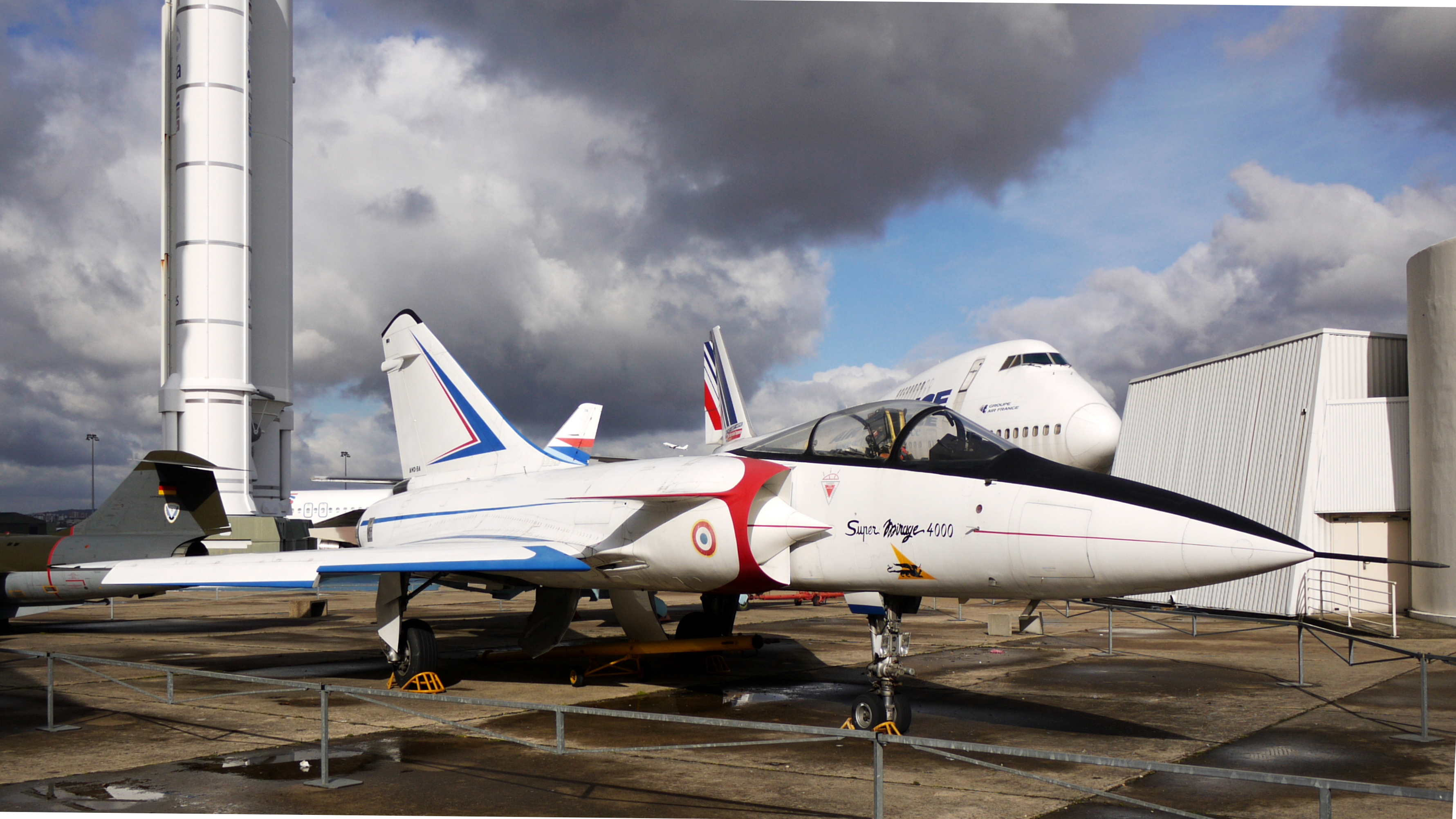
«Мираж 4000» в экспозиции Музея авиации и космонавтики в Ле-Бурже в 2009 году

幻影4000雖然技術先進，但是價格昂貴，法國空軍並未有採購，法國的外交實力也不如美國，法國政府很難通過影響力替其推銷，而且幻影4000的售價也比同級的美國F-15更昂貴，所以得不到外國訂單。幻影4000的原型機於1985年起被改為用於疾風戰鬥機開發計劃的早期測試，最後全球唯一的幻影4000，於1995年被送進法國航空博物館作為展品。達索公司的總裁塞爾吉·達索曾稱「機會錯過了，這是我們唯一可與F-15相比的重型戰鬥機！」。

## 幻象4000諸元
- 長度：18.7公尺
- 翼展寬：12.0公尺
- 翼面積：73.0平方公尺
- 機身空重：13,400公斤
- 全備起飛：32,000公斤
- 引擎：兩具斯奈克瑪M53渦輪扇發動機
- 高空最高時速：2.5馬赫
- 著陸速度：260公里/小時
- 爬升率：每分鐘18,300公尺
- 實用昇限：20,000公尺
- 航程：2000公里（只用機內燃油）[1]，3700公里（加掛三具各1700公升的副油箱）
- 作战半径：超過1000公里
- 固定武裝：2門DEFA 554 30毫米口徑機砲
- 設有11個掛載點
- 武器掛載：大於8000公斤，可採用幻影2000的武器。